# Sicyopterus aiensis
Sicyopterus aiensis är en fiskart som beskrevs av Keith, Watson och Marquet 2004. Sicyopterus aiensis ingår i släktet Sicyopterus och familjen smörbultsfiskar. IUCN kategoriserar arten globalt som nära hotad. Inga underarter finns listade i Catalogue of Life.